# Zhao Chaojun
Zhao Chaojun (chiń. 赵朝均; ur. 15 stycznia 1988) – chiński sztangista, wicemistrz świata.

## Kariera
Największy sukces osiągnął w 2011 roku, kiedy na mistrzostwach świata w Paryżu zdobył srebrny medal w wadze koguciej. W zawodach tych rozdzielił na podium swego rodaka Wu Jingbiao i Walentina Christowa z Azerbejdżanu. Nigdy nie wystąpił na igrzyskach olimpijskich.

## Osiągnięcia
| Rok  | Zawody             | Miasto | Miejsce | Kategoria | Wynik  |
| ---- | ------------------ | ------ | ------- | --------- | ------ |
| 2011 | Mistrzostwa świata | Paryż  | 2       | do 56 kg  | 284 kg |